# Friedrich Georg Jünger
Friedrich Georg Jünger (1. září 1898, Hannover – 20. července 1977, Überlingen) byl německý básník, spisovatel a kulturní kritik. Byl mladším bratrem Ernsta Jüngera. V roce 1916 dobrovolně narukoval a následně byl vážně zraněn během bitvy u Langermarcku. Po první světové válce studoval práva a kameralistiku na univerzitě v Lipsku a ve Wittenbergu.

## Dílo (výběr)
- Perfektnost techniky (orig. 'Perfektion der Technik') 1946.[2]